# Spoorlijn Réding - Metz-Ville
De Spoorlijn Réding - Metz-Ville is een Franse spoorlijn van Réding via Bénestroff naar Metz. De lijn is 87,8 km lang en heeft als lijnnummer 140 000.

## Geschiedenis
Het gedeelte van Rémilly tot Metz werd geopend op 24 juli 1851 als onderdeel van de doorgaande lijn van de verbinding met Saarbrücken door de Compagnie du chemin de fer de Paris à Strasbourg. Na het verlies van Elzas-Lotharingen in de oorlog van 1870 werd het gedeelte van Sarraltroff naar Berthelming geopend op 1 november 1872 en de gedeeltes van Réding naar Sarraltroff en Berthelming - Rémilly op respectievelijk 15 oktober 1877 en 10 december 1877 door de Reichseisenbahnen in Elsaß-Lothringen.

## Treindiensten
De SNCF verzorgt het personenvervoer op dit traject met TGV en TER treinen.
| Serie           | Treinsoort | Route | Bijzonderheden                                                                             |
| --------------- | ---------- | --- | ------------------------------------------------------------------------------------------ |
| Ouigo 7690      | TGV (SNCF) | Paris Est – [ Metz-Ville ] / [ Lorraine TGV ] – Strasbourg-Ville | drie treinen per dag                                                                       |
| TGV 9800        | TGV (SNCF) | [ Luxemburg – Thionville – Metz-Ville – Strasbourg-Ville – Mulhouse-Ville – Belfort-Montbéliard TGV – Besançon Franche-Comté TGV – Dijon-Ville – Mâcon-Ville – ] / [ Brussel-Zuid – Lille-Europe – Arras – TGV Haute-Picardie – Aéroport Charles-de-Gaulle 2 TGV – [ Champagne-Ardenne TGV – Meuse TGV – Lorraine TGV – Strasbourg-Ville ] / [ Marne-la-Vallée - Chessy – [ Massy TGV – Le Mans – [ Laval – Rennes ] / [ Angers-Saint-Laud – Nantes ] ] / [ Creusot TGV – ] Lyon-Part-Dieu – [ Avignon TGV – Marseille Saint-Charles ] / [ Montpellier-Saint-Roch – Perpignan ] ] | Dagelijkse verbinding met Montpellier en Marseille. Perpignan - Brussel tweemaal per week. |
| TER 23700       | TER (SNCF) | Metz-Ville – Rémilly – Faulquemont – Saint-Avold – Béning – Forbach |                                                                                            |
| TER 88800 RE 18 | TER (SNCF) | Metz-Ville – Rémilly – Faulquemont – Saint-Avold – Béning – Forbach – Saarbrücken Hbf |                                                                                            |
| TER 830300      | TER (SNCF) | Metz-Ville – Réding – Saverne – Strasbourg-Ville |                                                                                            |
| TER 834350      | TER (SNCF) | Metz-Ville – Rémilly – Sarrebourg |                                                                                            |
| TER 834850      | TER (SNCF) | Metz-Ville – Faulquemont – Saint-Avold – Béning – Sarreguemines |                                                                                            |

## Aansluitingen
In de volgende plaatsen is of was er een aansluiting op de volgende spoorlijnen:
Réding
RFN 070 000, spoorlijn tussen Noisy-le-Sec en Strasbourg-Ville
RFN 167 000, spoorlijn tussen Réding en Diemeringen
Saraltroff
RFN 114 300, raccordement tussen Sarrebourg en Sarraltroff
Berthelming
RFN 168 000, spoorlijn tussen Berthelming en Sarreguemines
Bénestroff
RFN 097 000, spoorlijn tussen Champigneulles en Sarralbe
RFN 100 000, spoorlijn tussen Nouvel-Avricourt en Bénestroff
Beaudrecourt
RFN 005 343, raccordement van Baudrecourt
RFN 140 370, raccordement van Lucy
Rémilly
RFN 172 000, spoorlijn tussen Rémilly en Stiring-Wendel
Courcelles-sur-Nied
RFN 173 000, spoorlijn tussen Courcelles-sur-Nied en Téterchen
Metz-Sablon
RFN 099 000, spoorlijn tussen Metz-Ville en Château-Salins
RFN 191 300, raccordement tussen Metz-Ville en Metz-Marchandises
RFN 192 000, ceinture van Metz
Metz-Ville
RFN 086 000, spoorlijn tussen Conflans-Jarny en Metz-Ville
RFN 099 000, spoorlijn tussen Metz-Ville en Château-Salins
RFN 089 000, spoorlijn tussen Lérouville en Metz-Ville
RFN 174 000, spoorlijn tussen Metz-Ville en Hargarten-Falck
RFN 180 000, spoorlijn tussen Metz-Ville en Zoufftgen
RFN 191 300, raccordement tussen Metz-Ville en Metz-Marchandises

## Elektrificatie
De lijn werd in 1956 geëlektrificeerd met een wisselspanning van 25.000 volt 50 Hz.

## Galerij

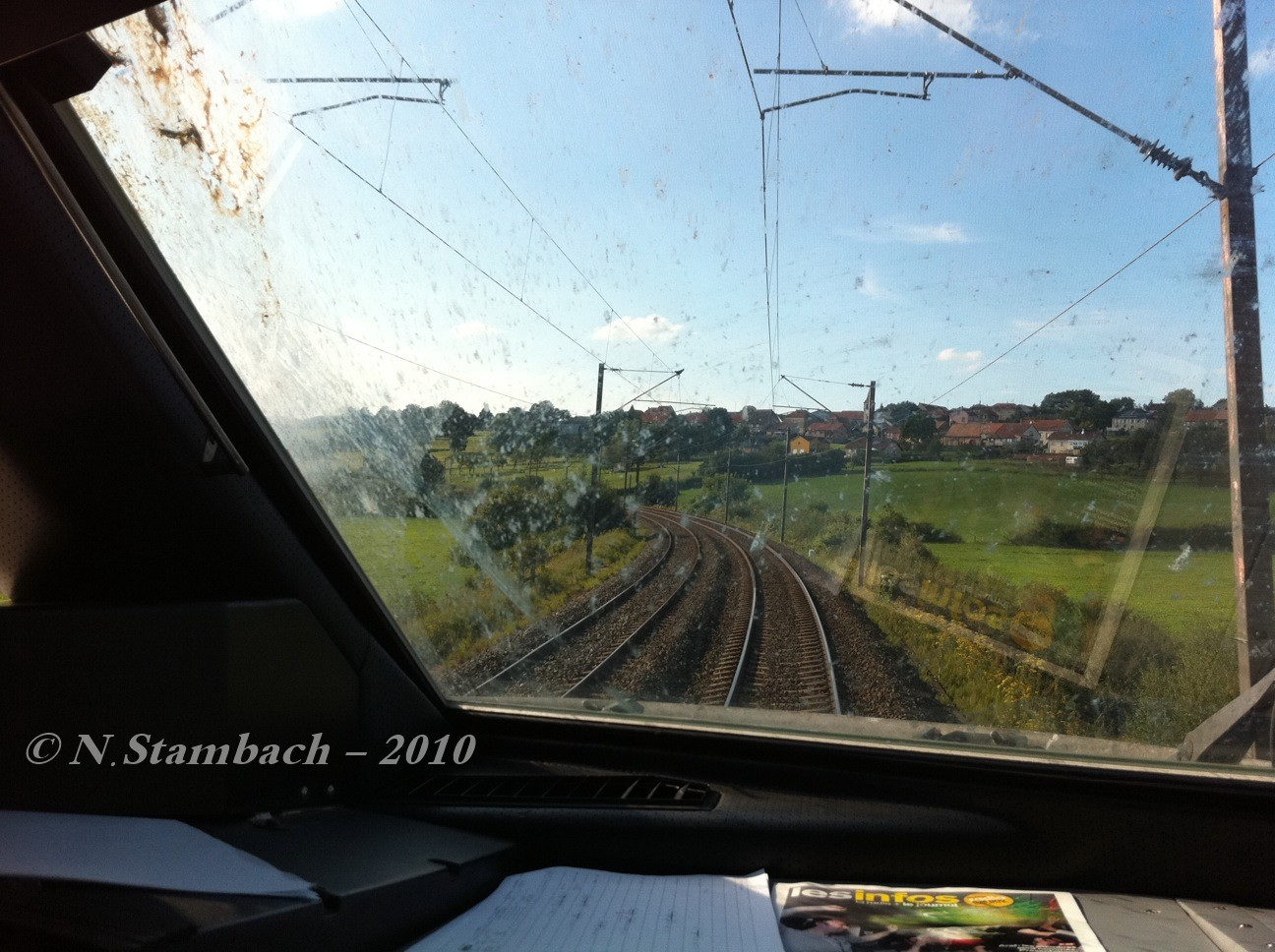
vanuit de TGV ter hoogte van Oberstinzel
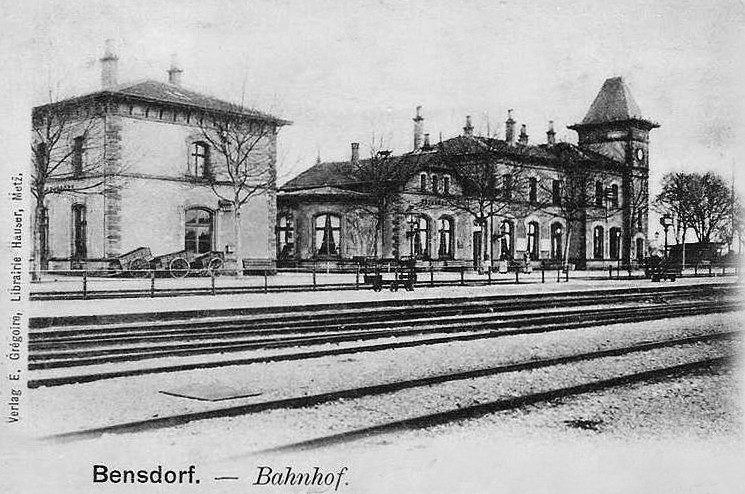
Station Bénestroff (Bensdorf) in 1900
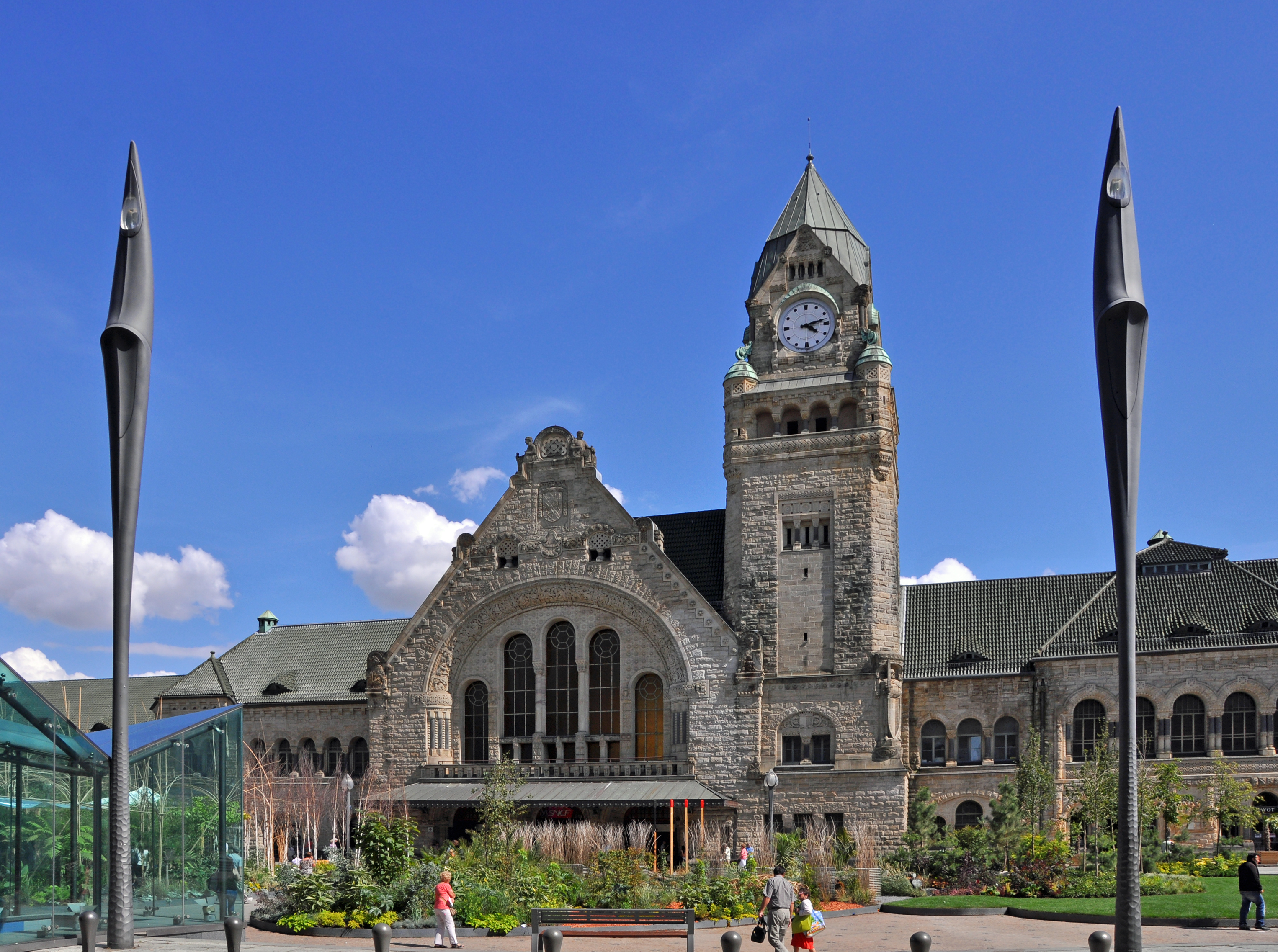
Station Metz-Ville